# Elecciones sindicales
Las elecciones sindicales son las elecciones mediante las que los trabajadores eligen democráticamente a sus representantes.

## España
En España, estas elecciones se realizan por centros de trabajo. Si el centro de trabajo tiene más de 5 y menos de 10 trabajadores, se puede elegir un delegado de personal si los trabajadores lo acuerdan por mayoría. En los centros con entre 10 y 49 trabajadores, se eligen hasta 3 delegados de personal (ver tabla). Si el centro de trabajo tiene 50 o más trabajadores, se elige un órgano llamado comité de empresa, que tiene entre 5 y un máximo de 75 miembros según una tabla aprobada en el artículo 66 del Estatuto de los Trabajadores (en las administraciones públicas, para el personal funcionario, no se llaman Comités de Empresa, sino Juntas de Personal, y la tabla de relación entre número de trabajadores y número de miembros de la Junta de Personal es diferente que para el comité de empresa).
| Trabajadores         | Representantes                                                                 | Funcionarios                            |
| Hasta 30             | 1 delegado de personal                                                         | 1 delegado de personal                  |
| De 31 a 49           | 3 delegados de personal                                                        | 3 delegados de personal                 |
| De 50 a 100          | 5 miembros del Comité de Empresa                                               | 5 miembros de la Junta de Personal      |
| De 101 a 250         | 9 miembros del Comité de Empresa                                               | 9 miembros de la Junta de Personal      |
| De 251 a 500         | 13 miembros del Comité de Empresa                                              | 13 miembros de la Junta de Personal     |
| De 501 a 750         | 17 miembros del Comité de Empresa                                              | 17 miembros de la Junta de Personal     |
| De 751 a 1.000       | 21 miembros del Comité de Empresa                                              | 21 miembros de la Junta de Personal     |
| De 1.001 en adelante | 21 más dos por cada 1.000 o fracción. Máximo 75 miembros del Comité de Empresa | 2 por cada 1.000 o fracción. Máximo 75. |

Tanto los Delegados de Personal como los Comités de Empresa (Juntas de Personal para los funcionarios), es lo que se denominan órganos de representación unitarios de los trabajadores.
En España las listas de candidatos elegibles al comité de empresa son cerradas, se vota al sindicato o coalición que se presenta. Las elecciones, cuando son delegados de personal, son abiertas, votándose a las personas que se presentan.
El proceso de elecciones sindicales es dinámico, y los órganos de representación de los trabajadores tienen una duración de 4 años.
Las elecciones sindicales no se celebran un único día, sino que en cada empresa y centro de trabajo, se establece un calendario de votaciones. La mayoría de elecciones sindicales en España se celebran entre el 15 de septiembre de un año y el 31 de diciembre del año siguiente, en múltiplos de 4 años desde 1994. (1994-1995, 1998-1999, 2002-2003, 2006-2007, 2010-2011...)
En el año 2007 se eligieron unos 27.000 comités de empresa y unos 80.000 órganos de 1 y 3 delegados. Es decir, existe representación de los trabajadores en unos 107.000 centros de trabajo.
No hay que confundir un delegado de personal o miembro de comité de empresa o de Junta de Personal, cuya principal característica es que ha sido elegido democráticamente en votación tras presentar su candidatura por todos los trabajadores con derecho a voto, con un delegado sindical, que es la persona que la sección sindical de un sindicato presente en la empresa nombra como representante de ese sindicato tras acordarlo en asamblea.
Tanto los delegados de personal como los miembros de los comités de empresa tienen horas de libre disposición, a cargo de la empresa, a fin de tener tiempo para ejercer sus obligaciones de representación de los trabajadores. Dichas horas vienen fijadas en el artículo 68.e del Estatuto de los Trabajadores, según una tabla de reparto. Mediante acuerdo con la empresa, puede modificarse el número de horas así como la posibilidad de concentración en alguna persona elegida. Es lo que da origen a los llamados liberados sindicales. Todos los delegados tienen garantías para el libre ejercicio de sus obligaciones de representación.
Los delegados sindicales también cuentan con sus horas de libre disposición, estando éstas recogidas en la Ley Orgánica de Libertad Sindical.

### Representatividad
Sobre la base de la suma de todos los miembros elegidos de una misma organización sindical, se obtiene la representatividad de la misma. Dicha representatividad se establece en tres niveles diferentes: el sector, la comunidad autónoma y el estado.
El Estado subsidia a los sindicatos más representativos, que tienen además presencia en sus instituciones. De acuerdo con la Ley Orgánica de Libertad Sindical, se alcanza esa condición si se obtiene el 10 % de los delegados (tanto de personal como miembros de comité de empresa) en el conjunto de España, o el 15% de los delegados en una comunidad autónoma. Por sectores, se es sindicato más representativo si se obtiene el 15% de los delegados elegidos en ese sector. Actualmente, los sindicatos más representativos en España son Comisiones Obreras (CC.OO.) y la Unión General de Trabajadores (UGT). A nivel sectorial en el ámbito de las Administraciones Públicas, además de CC.OO. y UGT, la Unión Sindical Obrera (USO),Central Sindical Independiente y de Funcionarios (CSI-F), Confederación Intersindical Galega (CIG) y Eusko Langileen Alkartasuna (ELA) ostentan la calificación de más representativos. La Unión Sindical Obrera (USO) es el tercer sindicato a nivel nacional tanto en representación como en afiliación, teniendo una importante presencia en el sector de las Administraciones Públicas, la enseñanza, seguridad privada, industria, servicios, y en las grandes empresas nacionales y multinacionales. En Andalucía el Sindicato Andaluz de Trabajadores (SAT) es el que más representación tiene en el campo.

#### La representación de los empleados públicos
|                                                     | CC.OO. | UGT    | CSI-CSIF | USO    | CIG   | ELA   |
| --------------------------------------------------- | ------ | ------ | -------- | ------ | ----- | ----- |
| Mesa general de negociación AA.PP. (Art. 36.1 EBEP) | 37,23% | 36,18% | 20,44%   | 0      | 2,54% | 3,61% |
| Mesa general de negociación AA.PP. (Art. 36.1 EBEP) | 5      | 5      | 3        | 0      | 1     | 1     |
| Mesa general de negociación AGE (Art. 36.3 EBEP )   | 36,61% | 31,82% | 28,38%   | 0      | 2,18% | 1,01% |
| Mesa general de negociación AGE (Art. 36.3 EBEP )   | 5      | 4      | 4        | 0      | 1     | 1     |
| Mesa general de negociación AGE (Art. 34.1 EBEP)    | 26,96% | 21,51% | 28,85%   | 20,48% | 1,67% | 0,52% |
| Mesa general de negociación AGE (Art. 34.1 EBEP)    | 3      | 3      | 4        | 3      | 1     | 1     |
| CIVEA (Convenio Personal Laboral)                   | 39,39% | 36,60% | 20,08%   | 0      | 2,44% | 1,49% |
| CIVEA (Convenio Personal Laboral)                   | 5      | 5      | 3        | 0      | 1     | 1     |
| Total                                               | 18     | 17     | 14       | 3      | 4     | 4     |

### Críticas al sistema
La Confederación Nacional del Trabajo (CNT) es el único sindicato español que rechaza participar en las elecciones sindicales y, en consecuencia, realiza campañas a favor de la abstención a dichas elecciones, defendiendo la creación de asambleas de trabajadores.